# 재일본조선청년동맹
재일본조선청년동맹(在日本朝鮮青年同盟)은 1955년에 결성된 재일본조선인총련합회 산하의 청년 단체이다. 1947년 3월 6일에 조직된 재일본조선민주청년동맹(민청)을 전신으로 한다. 1949년 9월 8일, 민청이 단체등규정령에 의해 조련과 함께 해산된 후, 재일본조선민주애국청년동맹(민애청)을 거쳐 1955년 8월 1일에 재일본조선청년동맹가 발족했다.